# نشانه آئونبروگر
نشانهٔ آئونبروگر (انگلیسی: Auenbrugger's sign) به برآمدگی اپی‌گاستر گفته می‌شود که در موارد افیوژن پریکارد شدید دیده می‌شود. امروزه این نشانه چندان در بیماران یافت نمی‌شود زیرا افیوژن پریکارد پیش از رسیدن به مرحله بسیار شدید و ایجاد نشانهٔ آئونبروگر در اکوکاردیوگرافی مشاهده و درمان می‌شود. نشانهٔ آئونبروگر نام خود را از لئوپولد آئونبروگر می‌گیرد.